# シュテファン・ドール
シュテファン・ドール（ドイツ語: Stefan Dohr、1965年9月3日 - ）は、ドイツのホルン奏者。ミュンスター出身。ベルリン・フィルハーモニー管弦楽団の首席ホルン奏者で講師も務めており、カラヤン・アカデミーでホルンを教えている。

## Biography
ミュンスター エッセンの音楽大学でヴォルフガング・ウィルヘルミ教授に、ケルンでエーリヒ・ペンツェル教授に師事し、19歳でフランクフルト歌劇場でホルン奏者として活動し、バイロイト祝祭管弦楽団、ニース・フィルハーモニー管弦楽団、ベルリン・ドイツ交響楽団でも活動した。1993年、ベルリン・フィルハーモニー管弦楽団の首席ホルン奏者として活動を始めた。またソリストとしてダニエル・バレンボイム、ベルナルド・ハイティンク、クリスティアン・ティーレマン、クラウディオ・アバドなど多くの著名な指揮者と共演し、ルツェルン音楽祭に首席ホルン奏者として招かれたこともある。古典派とロマン派のソロ・レパートリーのほか、リゲティ・ジェルジュ、オリヴァー・ナッセン、フォルカー・ダヴィッド・キルヒナーなどの現代作品においても活動し、2008年3月には、オーストリアの作曲家ヘルベルト・ヴィリが特別に作曲したホルンの協奏曲を世界初演している。また、フィルハーモニー管弦楽団との様々なアンサンブルや、マウリツィオ・ポリーニ、ラルス・フォークト、コリヤ・ブラッハー、イアン・ボストリッジなどと共演している。また、アンサンブル・ウィーン・ベルリンの常連メンバーでもある。2008年に創立25周年を迎え、ルツェルン音楽祭でオーストラリアの作曲家ブレット・ディーンの新作を世界初演するなど、一連のコンサートを開催した。2007年7月には、ベルリン・フィル・ホルンセクションの仲間たちと録音したCD「オペラ」をリリースし、2021年5月、マリカ・フィールド、カタリーナ・カルネウス、ユーナス・クニュートソン、ステン・サンデル、ドゥロ・ジヴコヴィッチ、安倍圭子、ジャンカルロ・アンドレッタ、リチャード・スパークス、クインシー・ジョーンズとともにスウェーデン王立音楽アカデミーに新たに選ばれた。